# Saint-Félix-de-Bourdeilles
Saint-Félix-de-Bourdeilles település Franciaországban, Dordogne megyében. Lakosainak száma 70 fő (2022. január 1.). Saint-Félix-de-Bourdeilles Mareuil en Périgord, Brantôme en Périgord, La Gonterie-Boulouneix és Brantôme-en-Périgord községekkel határos.

## Népesség
A település népessége az elmúlt években az alábbi módon változott:
| Lakosok száma | 85   | 61   | 53   | 70   | 69   | 67   | 62   | 65   | 66   | 70   |
|               | 1968 | 1982 | 1990 | 2006 | 2013 | 2015 | 2017 | 2019 | 2020 | 2022 |